# Markus Gandler
Markus Gandler (ur. 20 sierpnia 1966 w Kitzbühel) – austriacki biegacz narciarski, srebrny medalista olimpijski i złoty medalista mistrzostw świata.

## Kariera
Igrzyska olimpijskie w Albertville w 1992 były jego pierwszą dużą imprezą. Jego najlepszym wynikiem było 28. miejsce w biegu pościgowym 10+15 km. Startował później jeszcze tylko na igrzyskach olimpijskich w Nagano. Zdobył tam srebrny medal w biegu na 10 km techniką klasyczną, ulegając jedynie utytułowanemu Norwegowi Bjørnowi Dæhlie. Na tych samych igrzyskach zajął także między innymi 7. miejsce w biegu pościgowym 10+15 km.
W 1995 zadebiutował na mistrzostwach świata biorąc udział w mistrzostwach w Thunder Bay. Tam jego najlepszym indywidualnym wynikiem było 12. miejsce w biegu pościgowym 10+15 km. Na tych samych mistrzostwach zajął także 5. miejsce w sztafecie 4 × 10 km. Dwa lata później, podczas mistrzostw świata w Trondheim jego największym osiągnięciem było 38. miejsce w biegu na 10 km stylem klasycznym. Jednak swój największy sukces osiągnął na mistrzostwach świata w Ramsau, gdzie wraz z Aloisem Stadloberem, Michaiłem Botwinowem i Christianem Hoffmannem zdobył złoty medal w sztafecie 4 × 10 km. Jego najlepszym indywidualnym wynikiem było 12. miejsce w biegu na 10 km techniką klasyczną.
Najlepsze wyniki w Pucharze Świata uzyskał w sezonach 1989/1990, 1994/1995 i 1995/1996, kiedy to zajmował 17. miejsce w klasyfikacji generalnej.
Jego córka, Anna Gandler, została biathlonistką.

## Osiągnięcia

### Igrzyska olimpijskie
| Miejsce | Dzień     | Rok  | Miejscowość | Konkurencja             | Czas biegu | Strata   | Zwycięzca       |
| ------- | --------- | ---- | ----------- | ----------------------- | ---------- | -------- | --------------- |
| 34.     | 13 lutego | 1992 | Albertville | 10 km stylem klasycznym | 27:36,0    | +2:59,9  | Vegard Ulvang   |
| 28.     | 15 lutego | 1992 | Albertville | 10+15 km pościgowy      | 1:05:37,9  | +4:32,4  | Bjørn Dæhlie    |
| 41.     | 22 lutego | 1992 | Albertville | 50 km stylem dowolnym   | 2:03:41,5  | +13:40,3 | Bjørn Dæhlie    |
| 2.      | 12 lutego | 1998 | Nagano      | 10 km stylem klasycznym | 27:24,5    | +8,0     | Bjørn Dæhlie    |
| 7.      | 14 lutego | 1998 | Nagano      | 10+15 km pościgowy      | 1:07:01,7  | +1:12,5  | Thomas Alsgaard |
| 9.      | 17 lutego | 1998 | Nagano      | Sztafeta 4 × 10 km      | 1:40:55,7  | +2:20,8  | Norwegia        |

### Mistrzostwa świata
| Miejsce | Dzień     | Rok  | Miejscowość | Konkurencja             | Czas biegu | Strata  | Zwycięzca           |
| ------- | --------- | ---- | ----------- | ----------------------- | ---------- | ------- | ------------------- |
| 23.     | 11 marca  | 1995 | Thunder Bay | 10 km stylem klasycznym | 24:52,3    | +1:44,0 | Władimir Smirnow    |
| 12.     | 13 marca  | 1995 | Thunder Bay | 10+15 km pościgowy      | 1:06:19,5  | +2:02,5 | Władimir Smirnow    |
| 5.      | 17 marca  | 1995 | Thunder Bay | Sztafeta 4 × 10 km      | 1:34:27,1  | +2:34,2 | Norwegia            |
| 16.     | 19 marca  | 1995 | Thunder Bay | 50 km stylem dowolnym   | 1:56:36,0  | +5:28,1 | Silvio Fauner       |
| 54.     | 21 lutego | 1997 | Trondheim   | 30 km stylem dowolnym   | 1:06:28,2  | +5:48,5 | Aleksiej Prokurorow |
| 38.     | 24 lutego | 1997 | Trondheim   | 10 km stylem klasycznym | 23:41,8    | +2:23,3 | Bjørn Dæhlie        |
| 12.     | 22 lutego | 1999 | Ramsau      | 10 km stylem klasycznym | 24:19,2    | +53,1   | Mika Myllylä        |
| 1.      | 26 lutego | 1999 | Ramsau      | Sztafeta 4 × 10 km      | 1:35:07,5  | -       | -                   |

### Mistrzostwa świata juniorów
| Miejsce | Dzień     | Rok  | Miejscowość | Konkurencja             | Wynik     | Strata  | Zwycięzca         |
| ------- | --------- | ---- | ----------- | ----------------------- | --------- | ------- | ----------------- |
| 33.     | 3 lutego  | 1984 | Trondheim   | 15 km stylem klasycznym | 42:13,5   | +2:40,9 | Holger Bauroth    |
| 28.     | 14 lutego | 1985 | Täsch       | 15 km stylem klasycznym | 40:01,6   | +2:10,0 | Giennadij Łazutin |
| 3.      | 16 lutego | 1985 | Täsch       | Sztafeta 3 × 10 km      | 1:23:17,1 | +1,4    | ZSRR              |
| 8.      | 13 lutego | 1986 | Lake Placid | 10 km stylem klasycznym | 26:58,3   | +1:01,9 | Giennadij Łazutin |
| 8.      | 15 lutego | 1986 | Lake Placid | Sztafeta 3 × 10 km      | 1:23:19,4 | +4:23,5 | ZSRR              |
| 2.      | 17 lutego | 1986 | Lake Placid | 30 km stylem dowolnym   | 1:18:12,8 | +56,8   | Giennadij Łazutin |

### Puchar Świata

#### Miejsca w klasyfikacji generalnej
- sezon 1987/1988: 33.
- sezon 1989/1990: 17.
- sezon 1992/1993: 55.
- sezon 1994/1995: 17.
- sezon 1995/1996: 17.
- sezon 1996/1997: 42.
- sezon 1997/1998: 43.
- sezon 1998/1999: 36.
- sezon 1999/2000: 79.

#### Miejsca na podium
| Nr | Dzień      | Rok  | Miejscowość | Konkurencja           | Czas biegu | Pozycja | Strata | Zwycięzca        |
| -- | ---------- | ---- | ----------- | --------------------- | ---------- | ------- | ------ | ---------------- |
| 1. | 16 grudnia | 1989 | Calgary     | 15 km stylem dowolnym | ?          | 3       | ?      | Christer Majbäck |